# Zabergäu-Gymnasium Brackenheim

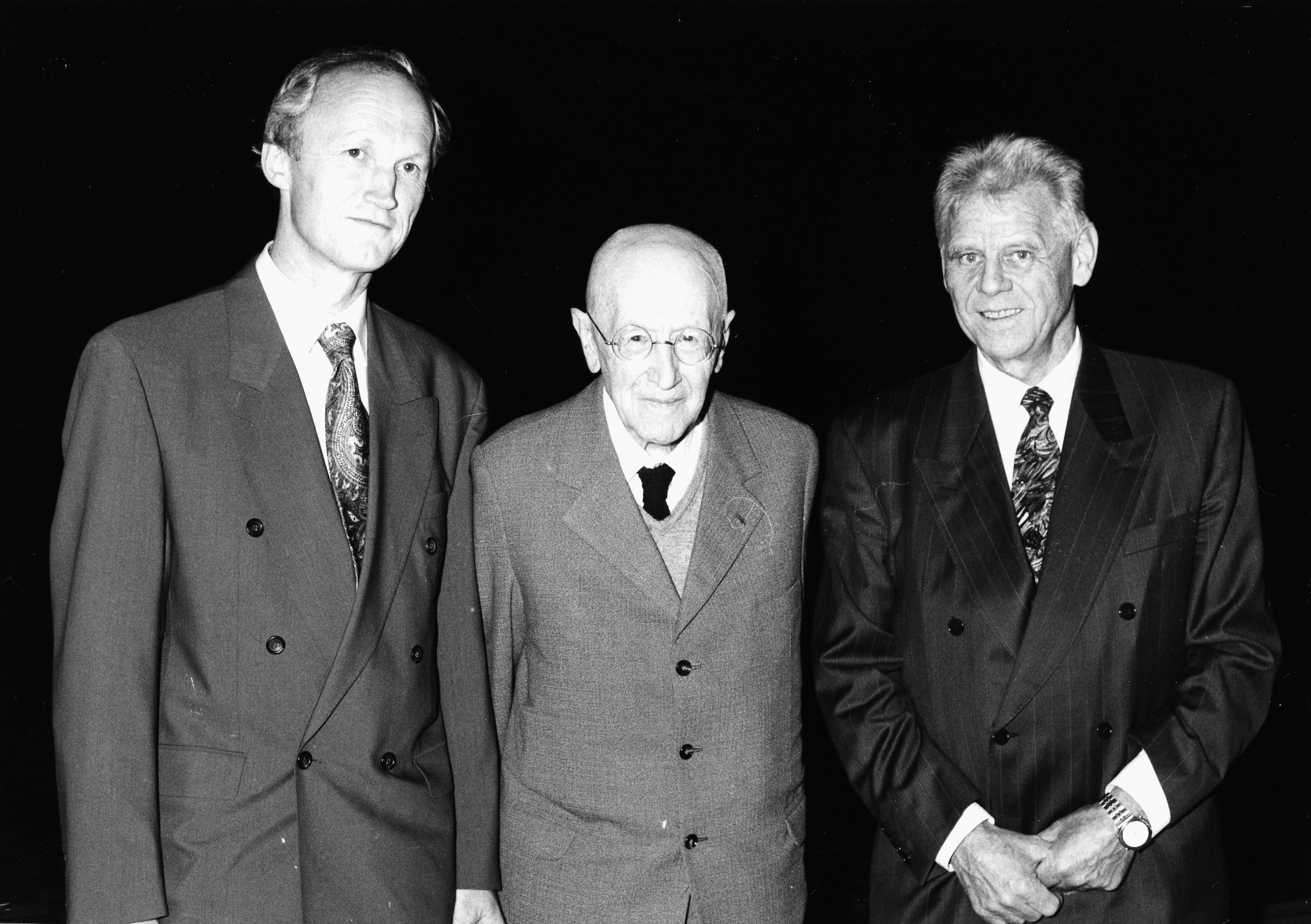
M. Frey, M. Aßfahl, M. Oberhauser (de gauche)

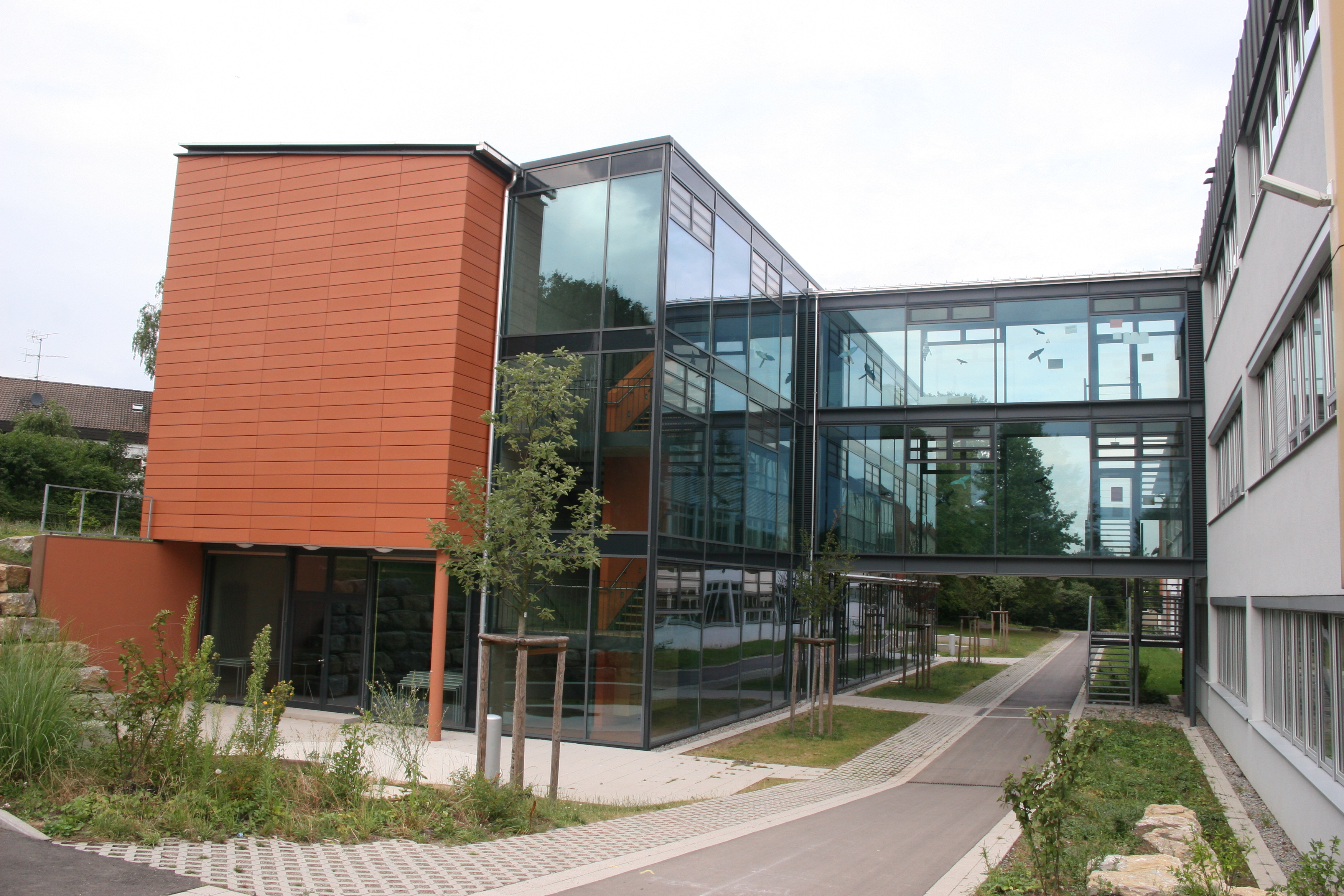
ZGB

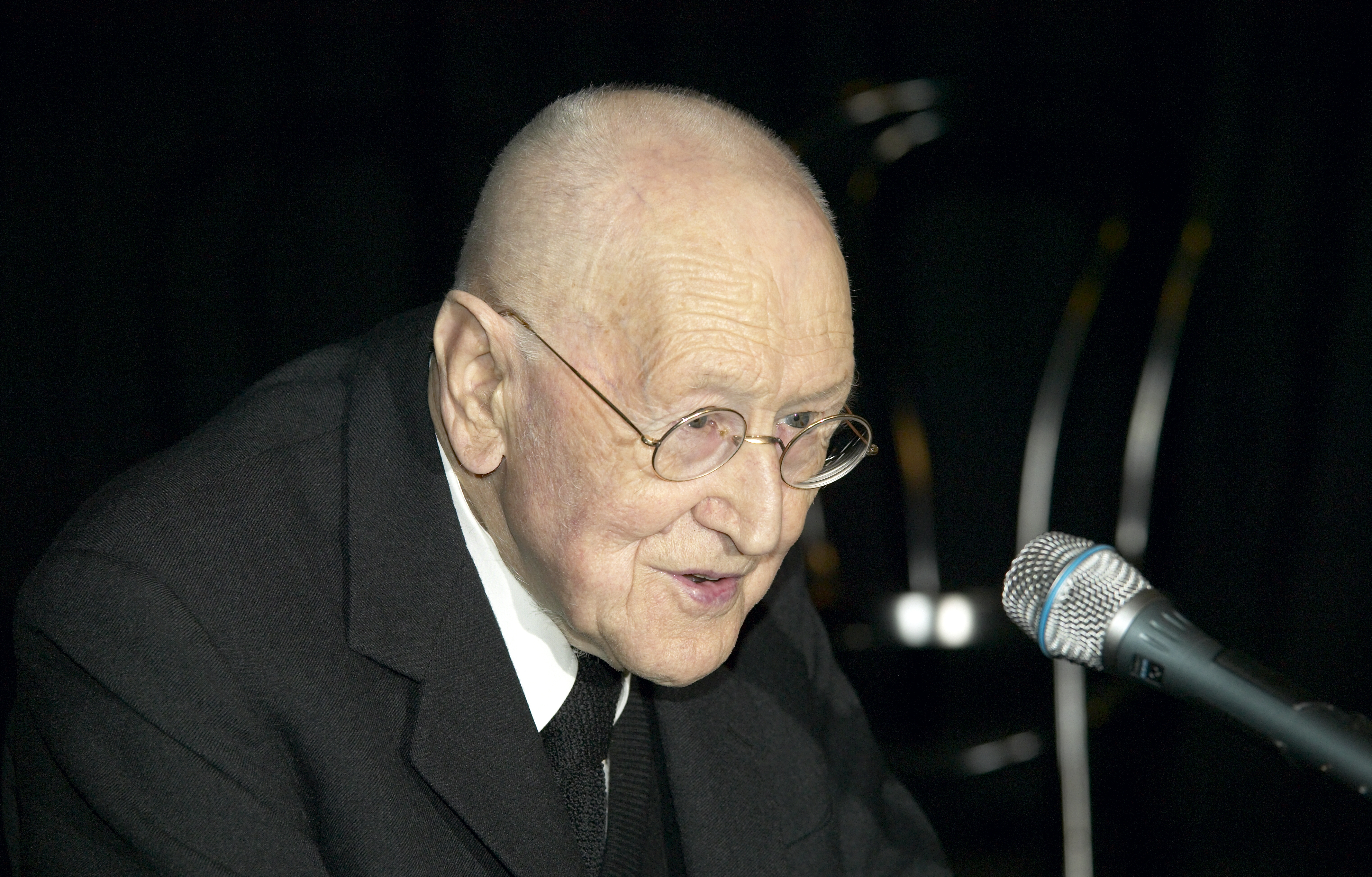
Gerhard Aßfahl (2004)

Le Zabergäu-Gymnasium Brackenheim (ZGB) est un lycée allemand fondé au XVe siècle à Brackenheim, Bade-Wurtemberg (Allemagne). En 2014, l'école compte environ 834 étudiants et 73 enseignants.

## Histoire
En 1460, une école pour les clercs  de la ville de  Brackenheim est mentionné pour la première fois. En 1503, la formation de clercs est mis à part, et l’école devient école de grammaire. On y enseignait le latin et l’allemand et on y formait le clergé. Le premier maître d’école est Wendel Bender.
En 1559 l’école est mis sous la supervision du Landherr (seigneur territorial) et le professeur est nommé par la commune avec consentement du Landherr. Dès 1560 on fait mention d’un professeur-adjoint. En 1600, on commence la construction d’un nouveau bâtiment, qui, interrompue par la peste, est terminé en 1609.
De 1747 à 1791 Johann Jakob Rappolt est Magister de l’école. Il fait une séparation entre classe d’allemand (appelé par la suite classe primaire) et classe latine, d’abord dans une salle, puis dans des salles séparées.
À la réforme de l’enseignement de 1793 l’école de grammaire devient école Realien pour l’enseignement de l’arithmétique, de la géographie et d'anthropologie; puis à la reforme de 1843 il devient Realschule. Ce sont des années difficiles, l’école perd tellement d'élèves qu’en 1851 il est fermé temporairement.
Dans la deuxième moitié du XIXe siècle l’école est transformée en lycée classique où l’on enseigne les langues classiques latin et grec, les langues modernes allemand, français et une troisième au choix; et les sujets histoire, algèbre, géographie, arithmétique, grammaire, dessin et chant. En 1863, l'éducation physique est introduite pour les mois d'été. Après la construction d'un gymnase en 1877, l'éducation physique se fait toute l'année.
Depuis 1871, des filles sont inscrites à l'école, bien que les filles n'étaient pas officiellement admises dans les écoles de grammaire jusqu'en 1900.
Depuis les années 1900, le lycée de Brackenheim a été mis en question à plusieurs reprises. Avant la première guerre mondiale, la transformation de l'école dans une école secondaire a été discutée. Dans les années 1920, compétences techniques et professionnelles des enseignants ont été critiqués par une commission de contrôle. En 1930, la fermeture de l'école de grammaire a été proposée. Cela a été fermement refusée par le Conseil municipal au cours de l'année 1936.
En 1937 le programme scolaire imposé par les national socialistes a changé l'orientation linguistique de l'école : l’anglais devenait obligatoire et le latin perdait de son importance. L'école devient « Oberschule für Jungen », où les filles étaient seulement autorisées à fréquenter l'école.
À la fin de la Seconde Guerre mondiale, il y a un afflux d'étudiants venant des nombreuses familles familles réfugiées dans les villes environnantes.
Après la guerre, le bâtiment du lycée a servi de Bureau du Conseil des troupes françaises d'occupation.
Le 15 octobre 1945, l'école rouvrira ses portes. On appliquait le système de cinq niveaux scolaires (5e à 9e année). En 1950, ils ont été forcés d'adapter le système des six classes. L'école, devenu "Vollgymnasium" en 1971, s'agrandit et se modernise progressivement. En 2010, l'école compte environ 830 étudiants et 80 enseignants.

## Liste des directeurs
Liste des précepteurs à l'Ecole latine ou du Chef de l'école:
| Tenure     | Nom                                          | Tenure    | Nom                                                        |
| 1460       | Johannes Pfau                                | 1791–1800 | M. Johann Friedrich Breitschwerdt (le remplacer ou de son) |
| 1501/02    | Wendel Bender                                |           | M. Hermann Friedrich Hopf                                  |
| 1529       | Hans Doderer                                 |           | M. Jeremias Friedrich Reuß                                 |
| nach 1530  | Johann Schmidlin                             | 1802–1805 | M. Gottfried Ludwig Zenneck                                |
| 1542–1550  | Johann Wacker                                | 1805–1811 | M. Wilhelm Ludwig Christmann                               |
| 1550–1552  | Martin Rauber                                | 1811–1819 | M. Wilhelm Friedrich Mögling                               |
| 1559–1577  | M. (=Magister/Enseignant) Georg Märklin      | 1819–1831 | M. Friedrich Heinrich Knauß                                |
| 1511–1587  | Michael Sattler                              | 1831v1836 | Dr. Gustav Friedrich Sigel                                 |
| 1587–1594  | M. Johann Jakob Stehlin (Stählin)            | 1837–1842 | Johann Georg Leibfahrt                                     |
| 1594–1602  | M. Berthold Höck                             | 1842–1852 | Eduard Christoph Fürchtegott Adam                          |
| 1602–1607  | M. David Weltz                               | 1852–1860 | Karl Gottlieb Keller                                       |
| 1608–1620  | M. Johann Schreitmüller                      | 1860–1868 | Paul Speidel                                               |
| 1621–1622  | M. Christoph Lutz                            | 1869–1872 | Hermann Ehemann                                            |
| 1622–1626  | Johann Conrad Weltz                          | 1872      | Dr. Hermann Nast                                           |
| 1626–1635  | Johann Bloß                                  | 1873–1875 | Adolf Seeger                                               |
| 1635–1636  | Hans Thomas Kästner (le remplacer ou de son) | 1876–1881 | Otto Christian Mayer                                       |
| 1636–1637  | Georg Friedrich Krämer                       | 1881–1885 | Heinrich Krockenberger                                     |
| 1637–1648  | Johann Schweickhardt (Schweickart)           | 1885–1887 | Friedrich Raunecker                                        |
| 1648–1660  | Brechtold Krafft                             | 1887–1891 | Robert Naser                                               |
| 1660–1662  | Johann Gabriel Werner                        | 1892      | Dr. Karl Breinig                                           |
| 1662–1663  | M. Gottfried Lang                            | 1892–1897 | Hermann Zimmer                                             |
| 1663–1670  | Georg Petr. Stephani                         | 1898–1906 | Karl Bihl                                                  |
| 1670–1679  | M. Johann Michael Schnell                    | 1906–1911 | Adolf Weber                                                |
| 1679–-1684 | M. Eberhard Friedrich Jenisch                | 1911–1916 | Dr. Erwin Herrmann                                         |
| 1684–1690  | M. Johann Ulrich Fesenbeck                   | 1916–1918 | Franz Betz und Alfons Schneiderhan                         |
| 1690–1693  | M. Johann Jakob Widmann                      | 1918–1921 | Dr. Paul Würthle                                           |
| 1693–1709  | Johann Jakob Ostermaier                      | 1921–1927 | Hermann Mößner                                             |
| 1709–1717  | M. David Böhm (Behm)                         | 1927–1931 | Dr. Isidor Alber                                           |
| 1718–1725  | M. Johann Jakob Hammer (1717/18 als Vikar)   | 1931–1939 | Walter Riethmüller                                         |
| 1725–1737  | M. Johann Adam Zimmermann                    | 1939–1968 | Dr. Gerhard Aßfahl                                         |
| 1737–1747  | M. Johann Gottfried Körner                   | 1968–1993 | Rainer Oberhauser                                          |
| 1747–1791  | M. Johann Jakob Rappolt                      | 1993–2012 | Wolfgang Frey                                              |
|            |                                              | 2013-2018 | Wolfgang Dietrich                                          |
|            |                                              | 2018-     | Michael Kugel                                              |

## Source
- (de) Cet article est partiellement ou en totalité issu de l’article de Wikipédia en allemand intitulé « Zabergäu-Gymnasium Brackenheim » (voir la liste des auteurs).